# Meloe rufiventris
Meloe rufiventris – gatunek chrząszcza z rodziny oleicowatych. Zamieszkuje Europę, Afrykę Północną oraz zachodnią i środkową część Azji.

## Taksonomia
Gatunek ten opisany został po raz pierwszy w 1817 roku przez Ernsta Friedricha Germara. W 1832 roku ten sam gatunek opisali Johann Friedrich von Brandt i Wilhelm Ferdinand Erichson pod nazwą Meloe coriarius i to pod nią był on szerzej znany jeszcze w XX wieku. W 1911 roku Edmund Reitter umieścił omawiany gatunek w nowym podrodzaju Meloe (Meleogonius). W 2021 roku Alberto Sánchez-Vialas i współpracownicy opublikowali wyniki molekularnej analizy filogenetycznej Meloini na podstawie których wynieśli liczne podrodzaje Meloe do rangi rodzajów, w tym Meleogonius. Według ich wyników Meleogonius stanowi grupę siostrzaną dla rodzaju Physomeloe, będąc z nim bliżej spokrewnionym niż z innymi podrodzajami Meloe s.l..

## Morfologia
Chrząszcz o ciele długości od 16 do 32 mm. Oskórek jest stosunkowo błyszczący, ubarwiony czarno. Na czułkach, odnóżach i spodzie ciała występuje niebieskofioletowe owłosienie. Czułki u obu płci zbudowane są podobnie, człony mają krótkie i okrągławe. Głowa jest gęsto i głęboko punktowana, tak szeroka jak przedplecze. Przedplecze ma kształt czworokątny z tępymi kątami przednimi i tylnymi oraz lekko wyciętą pośrodku krawędzią tylną. Powierzchnia przedplecza jest punktowana, przez jej środek biegnie szerokie wgłębienie, natomiast po jego bokach występuje para dołków. Wzdłuż tylnego brzegu przedplecza biegnie wąska listewka krawędziowa. Pokrywy mają na powierzchni nieregularne, błyszczące, silniej wysklepione i większe niż u M. cicatricosus guzki oddzielone drobnymi, rozchodzącymi się promieniście zmarszczkami. Skrzydeł tylnej pary brak zupełnie. Odnóża ostatniej pary mają biodra tak szerokie jak długie. Kolana wszystkich par są czerwone do brunatnoczerwonych. Odwłok jest duży, zwłaszcza u samic silnie rozdęty.

## Ekologia i występowanie
Owad ten zasiedla stanowiska otwarte, nasłonecznione, o piaszczystym podłożu. Jego biologia jest słabo zbadana. Owady dorosłe spotyka się wiosną.
Gatunek palearktyczny. W Europie znany jest z Francji, Niemiec, Szwajcarii, Austrii, Włoch, Polski, Czech, Słowacji, Węgier, Ukrainy, Mołdawii, Rumunii, Chorwacji, Czarnogóry, Serbii, Grecji oraz europejskiej części Rosji. W Afryce Północnej zamieszkuje Libię i Algierię. W Azji stwierdzono jego występowanie w Gruzji, Armenii, Azerbejdżanie, Turcji, Jordanii, Kazachstanie, Turkmenistanie, Uzbekistanie, Tadżykistanie, Kirgistanie, Iraku, Iranie i Afganistanie.
W całym zasięgu jest gatunkiem rzadkim, sporadycznie i lokalnie spotykanym. W Polsce podawany był z nielicznych stanowisk, głównie w XIX wieku; brak jest rekordów z XXI wieku. Na „Czerwonej liście zwierząt ginących i zagrożonych w Polsce” umieszczony został jako gatunek o niedostatecznie rozpoznanym statusie (DD). Z kolei na „Czerwonej liście gatunków zagrożonych Republiki Czeskiej” umieszczony jest jako gatunek regionalnie wymarły (RE).